# Dean Radin
Dean Radin (/ˈreɪdɪn/; 29 de fevereiro de 1952) é um engenheiro elétrico, ex-violinista clássico, pesquisador e autor no campo da parapsicologia.
É cientista-chefe do Institute of Noetic Sciences (IONS), em Petaluma, California, Estados Unidos. Desde 2001, é professor adjunto no Departamento de Psicologia da Sonoma State University, no Distinguished Consulting Faculty da Saybrook Graduate School and Research Center. É ex-presidente da Parapsychological Association. Ele também é  co-editor-in-chief da revista Explore: The Journal of Science & Healing.
As ideias e o trabalho de Radin têm sido criticados por cientistas e filósofos céticos das alegações paranormais. Além disso, a resenha do primeiro livro de Radin, The Conscious Universe, publicada pela revista Nature, acusou Radin de ignorar os enganos conhecidos no campo, cometer erros estatísticos e ignorar plausíveis explicações normais para os dados parapsicológicos.